# Agustín de la Cruz
Agustín de la Cruz (San Esteban de Nueva Tlaxcala, Coahuila, ¿? - San Miguel de Aguayo, Nuevo Reino de León, mayo de 1695) fue un explorador de frontera y empresario minero indígena nahua de origen tlaxcalteca que jugó un papel clave en la colonización y pacificación del norte del Nuevo Reino de León.
Fue uno de los tres fundadores de San Miguel de Aguayo (hoy Bustamante). Asimismo, participó en actividades de exploración y vigilancia fronteriza, colaborando con el capitán Alonso de León en la detección del francés Jean Jarry en el noreste novohispano. También incursionó en la minería de Boca de Leones, donde estableció una hacienda de fundición y fue copropietario de la mina de plata de Nuestra Señora de los Dolores.
Ejerció como el primer gobernador del cabildo local en 1690, y dejó un legado político, económico y comunitario que perduró en la zona por generaciones. Su familia se volvería una de las más influyentes entre los colonos tlaxcaltecas que poblaron el reino.

## Biografía

### Anterior a la fundación
Nació probablemente en la segunda mitad del siglo XVII en San Esteban de la Nueva Tlaxcala, hoy Saltillo, Coahuila. San Esteban fue un pueblo de indios fundado en 1591 por familias tlaxcaltecas que acompañaron a los españoles en la colonización del noreste novohispano.
Los habitantes de San Esteban gozaban de ciertos privilegios legales y sociales como aliados militares de la Corona, y eran conocidos por su participación activa en la fundación de nuevos asentamientos, su rol en la defensa contra grupos indígenas considerados hostiles y su colaboración en exploraciones de frontera.

### Fundación de San Miguel de Aguayo
En 1686, Agustín de la Cruz fue uno de los principales líderes de un grupo de treinta familias neotlaxcaltecas que solicitaron tierras para fundar una nueva comunidad en el norte del Nuevo Reino de León. Este movimiento formaba parte de una segunda ola de expansión tlaxcalteca en la región con el apoyo de terratenientes como Agustín de Echeverz Subiza, marqués de Aguayo y gobernador del reino.
La petición fue aprobada y el capitán Diego de Villarreal, comisionado por el marqués de Aguayo, les otorgó oficialmente las tierras, aguas y montes. El nuevo asentamiento fue fundado bajo el nombre de San Miguel de Aguayo de la Nueva Tlaxcala, en honor al marqués benefactor. En el acta de posesión se registran como fundadores principales a Bernabé González, Agustín de la Cruz y Francisco de Luna, todos ellos cabezas de familia y líderes indígenas provenientes de San Esteban. Este asentamiento indígena fue concebido como un pueblo de indios, con su propio cabildo, gobernador indígena y sistema de tenencia comunal.
En el cabildo electo de 1690, cuando San Miguel de Aguayo eligió por primera vez a sus autoridades internas, Agustín de la Cruz fue nombrado gobernador del pueblo, mientras que Juan Francisco de Luna ocupó el cargo de alcalde. Como gobernador, presidía el concejo indígena y sus decisiones eran vinculantes para la comunidad, tanto para los nahuas tlaxcaltecas como para los grupos alazapas.

### Exploración de las fronteras
En mayo de 1688, mientras realizaba tareas de vigilancia y contacto con pueblos indígenas del norte, Agustín recibió noticias sobre la presencia de un hombre blanco extraño que vivía entre las tribus más allá del Río Bravo. Este informó de inmediato al capitán Alonso de León, y proporcionó intérpretes y guías indígenas para que pudiera organizar una expedición. El hombre resultó ser Jean Jarry, un sobreviviente y desertor de la fracasada expedición francesa de René Robert Cavelier de La Salle, en la costa del golfo.
Gracias al aviso proporcionado por De la Cruz, Alonso de León organizó la llamada Tercera Entrada hacia tierras tejanas. Con un grupo reducido, entre ellos algunos tlaxcaltecas, localizó y capturó al francés, que fue llevado a Monclova y más tarde al virrey en la Ciudad de México. Este hecho marcó definitivamente la contención del avance francés en la región.

### Actividad minera
A finales de la década de 1680 y principios de 1690, varios alazapas del nuevo asentamiento descubrieron y denunciaron vetas de plata en las serranías cercanas. Agustín de la Cruz fue uno de los descubridores y propietarios de la mina conocida como Nuestra Señora de los Dolores, ubicada en el área de Boca de Leones. En 1693, se le reconoce la propiedad de 10 de las 24 barras (acciones) de dicha mina, lo que lo convertía en uno de los principales socios. También mandó construir una hacienda de fundición en las inmediaciones del pueblo, lo que indica un alto grado de organización económica y técnica para la época.
No obstante, la explotación minera por parte de los tlaxcaltecas enfrentó diversos obstáculos, entre ellos conflictos legales con españoles, dificultades para obtener herramientas y bestias, y escasa financiación. A pesar de ello, su actividad sentó un precedente temprano del desarrollo minero en la región, décadas antes de que las minas de Bustamante y Villaldama adquirieran mayor importancia económica.

### Muerte y descendencia
Tras la muerte de Agustín de la Cruz, ocurrida a finales de mayo de 1695 tras varios episodios de enfermedad desde 1693, su viuda María Magdalena quedó a cargo del manejo de las finanzas familiares. En sus últimos días, Agustín redactó su testamento en náhuatl, “en la usanza que observaban los indios naturales”, donde declaró poseer una hacienda de beneficio de plata, seis barras de minas, un molino y otros bienes, aunque también detalló numerosas deudas con comerciantes españoles y criollos.
Tuvo al menos dos hijos: Antonio y Agustín Bautista. El mayor, Antonio de la Cruz, vivió hasta 1724 pero tuvo un perfil menos destacado que su hijo, Juan Antonio de la Cruz (1678–1742), nieto de Agustín, quien llegó a ser de los vecinos más respetados de San Miguel de Aguayo en las décadas de 1720 y 1730. Su otro hijo, Agustín Bautista de la Cruz (1683–1730), ejerció como escribano público del pueblo desde 1715 hasta 1726, un cargo de gran relevancia en el gobierno local indígena.
La familia De la Cruz continuó entrelazada con otras prominentes familias tlaxcaltecas. Por ejemplo, dos de las nietas de Agustín se casaron con descendientes de Melchor Cáceres, regidor de San Esteban de la Nueva Tlaxcala, con lo que fortaleció las alianzas entre los linajes principales. Además, su hijo Antonio de la Cruz se casó con Mathiana Felicia, hija del fundador Bernabé González, dando lugar a una fusión de los dos clanes familiares más influyentes del pueblo.

## Legado
A Agustín de la Cruz se le reconoce como una figura clave en la expansión pacífica y estratégica del modelo tlaxcalteca de colonización indígena en la región, junto con otros personajes como Bernabé González y Francisco de Luna. Su legado representa el papel activo que las comunidades indígenas aliadas a la Corona Española desempeñaron en la conformación del Nuevo Reino de León y en la defensa del virreinato frente a amenazas externas. Asimismo, su nombre permanece asociado a los orígenes del actual municipio de Bustamante y a los primeros emprendimientos mineros del noreste mexicano.